# Muro de Wat
El muro de Wat (en galés: Clawdd Wat, en inglés: Wat's Dyke) es una elevación de tierra de 40 millas (64,4 km) que atraviesa las Marcas Galesas de desde la abadía de Basingwerk en el estuario del río Dee, pasando al este de Oswestry y hasta Maesbury en Shropshire, Inglaterra. La fecha de construcción es controvertida, abarcando desde la era posromana hasta principios del siglo IX.

## Descripción
Generalmente corre paralelo a la muralla de Offa, a veces a unas pocas yardas, pero nunca más de 3 millas (5 km) de distancia. Ahora parece insignificante, a veces un seto elevado y en otros lugares ahora no es más que una marca de cosecha, la zanja hace mucho tiempo que se llenó y el banco se derribó, pero originalmente era una construcción considerable, considerada estratégicamente más sofisticada que la muralla de Offa.

## Historia
Se pensaba que el muro databa de principios del siglo VIII, construido por Ethelbaldo, rey de Mercia, que reinó entre 716 y 757. El sucesor de Ethelbaldo, Offa, construyó el muro que lleva su nombre en algún momento durante su reinado (757 a 796).
Las excavaciones en la década de 1990 en Maes-y-Clawdd, cerca de Oswestry, descubrieron los restos de un pequeño sitio de incendio junto con fragmentos erosionados de cerámica romano-británica y cantidades de carbón, que datan de entre 411 y 561 d. C. (centrado alrededor de 446 d. C.). Esta evidencia parece ubicar la construcción del muro en la era del reino posromano cuya capital estaba en Viroconium (justo al sur de la actual Shrewsbury) a unas 10 millas (16 km) al este.
Se ha cuestionado la datación del lugar del incendio y, por lo tanto, del muro, y se ha sugerido que, debido a las dificultades inherentes a la datación por radiocarbono, no se puede confiar plenamente en esta fecha única y también que el muro podría haberse construido fácilmente sobre el lugar del incendio en una fecha posterior.
Excavaciones en 2006 sugirieron una fecha muy posterior de 792–852, y ahora se cree que la fecha anterior se relaciona con un lugar de incendio de un movimiento de tierra prerromano que precedió al muro real. Se ha sugerido tentativamente que el contexto probable para la construcción es en la década de 820, cuando el rey de Mercia Coenwulf estaba luchando contra una resurgente amenaza galesa.

## Camino del muro de Wat
La línea aproximada del movimiento de tierras es seguida por Wat's Dyke Way, un camino señalizado de larga distancia que recorre 61 millas (98,2 km) desde Llanymynech en Powys hasta Basingwerk Abbey en el río Dee cerca de Holywell. Fue inaugurado en 2007.